# Galina Lipatnikova
Galina Sergueïevna Lipatnikova (en russe : Галина Сергеевна Липатникова), née le 25 avril 1984 à Perm (Union des républiques socialistes soviétiques), est une athlète handisport russe, concourant dans les concours de lancers catégorie F36 pour les athlètes atteints d'ataxie ou d'athétose.

## Carrière
Après avoir remporté la médaille d'argent au lancer du poids F36 lors des Mondiaux 2019, elle monte sur la première marche du podium paralympique lors des Jeux de 2020 avec un jet à 11,03 m, battant l'Espagnole Miriam Martinez Rico (9,62 m) et la Chinoise Wu Qing (9,36 m).

## Palmarès
| Date | Compétition           | Lieu     | Place | Marque  |
| ---- | --------------------- | -------- | ----- | ------- |
| 2016 | Championnats d'Europe | Grosseto | 2e    | 9,34 m  |
| 2019 | Championnats du monde | Dubaï    | 2e    | 10,36 m |
| 2021 | Jeux paralympiques    | Tokyo    | 1re   | 11,03 m |